# Fiesch
Fiesch és un municipi del cantó suís del Valais, situat al districte de Goms.

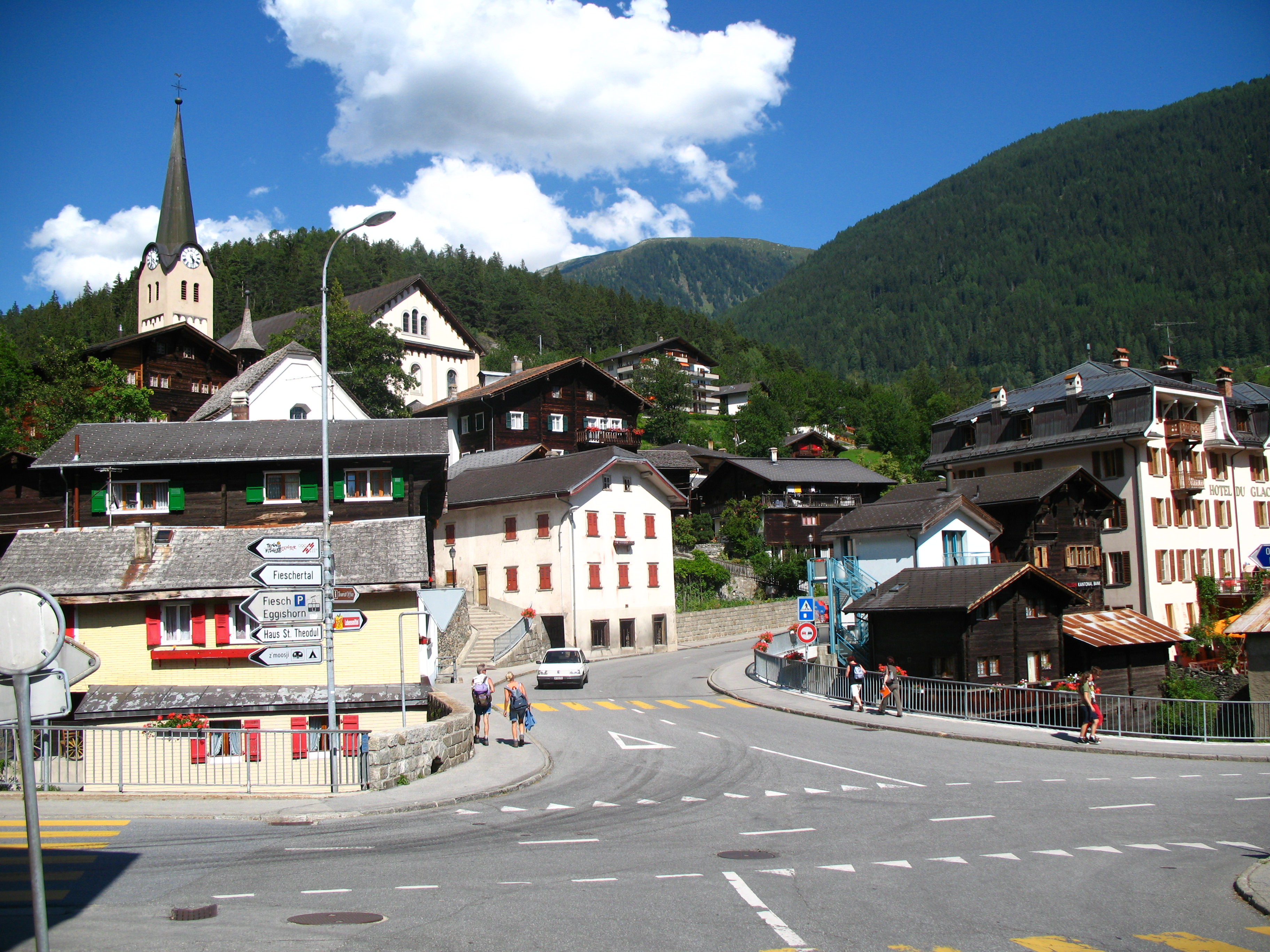
Vista del centre